# Fi Ursae Majoris
Fi Ursae Majoris (φ Ursae Majoris, förkortat Fi UMa, φ UMa) som är stjärnans Bayerbeteckning, är en dubbelstjärna belägen i den västra delen av stjärnbilden Stora Björnen. Den har en skenbar magnitud på 4,60 och är synlig för blotta ögat där ljusföroreningar ej förekommer. Baserat på parallaxmätning inom Hipparcosuppdraget på ca 6,4 mas, beräknas den befinna sig på ett avstånd av ca 510 ljusår (ca 160 parsek) från solen. 

## Egenskaper
Primärstjärnan Fi Ursae Majoris A är en blå till vit underjättestjärna av spektralklass A3 IV. Den har en massa som är ca 3,5 gånger större än solens massa och utsänder från dess fotosfär ca 347 gånger mera energi än solen vid en effektiv temperatur på ca 8 770  K. 
Fi Ursae Majoris A har en följeslagare av spektraltyp A, som är åtskild med 0,245 bågsekunder.
Fi Ursae Majoris förflyttar sig genom Vintergatan med en hastighet av 21,6 km/s i förhållande till solen. Dess projicerade galaktiska bana ligger mellan 24 000 och 46 000 ljusår från galaxens centrum. Den kommer närmast solen om 4,7 miljoner år och kommer då att ha en skenbar magnitud på 3,88 vid ett avstånd av 370 ljusår.